# Nättraby landsfiskalsdistrikt
Nättraby landsfiskalsdistrikt var 1918–1964 ett landsfiskalsdistrikt i Blekinge län, bildat när Sveriges indelning i landsfiskalsdistrikt trädde i kraft den 1 januari 1918, enligt beslut den 7 september 1917. Den 1 januari 1965 avskaffades i Sverige samtliga landsfiskaler och landsfiskalsdistrikt, och deras arbetsuppgifter delades upp på de nyskapade indelningarna polisdistrikt, åklagardistrikt och kronofogdedistrikt.
Landsfiskalsdistriktet låg under länsstyrelsen i Blekinge län.

## Ingående områden
Den 1 januari 1926 delades Hasslö och Aspö landskommun upp på två kommuner: Aspö och Hasslö. När Sveriges nya indelning i landsfiskalsdistrikt trädde i kraft den 1 januari 1952 (enligt kungörelsen 1 juni 1951) ändrades indelningen av distriktets ingående områden. Den 1 januari 1963 upplöstes kommunen Tving, och dess område uteslöts or landsfiskalsdistriktet.

### Från 1918
Medelstads härad:
- Edestads landskommun
- Förkärla landskommun
- Hasslö och Aspö landskommun
- Hjortsberga landskommun
- Listerby landskommun
- Nättraby landskommun

### Från 1926
Medelstads härad:
- Aspö landskommun
- Edestads landskommun
- Förkärla landskommun
- Hasslö landskommun
- Hjortsberga landskommun
- Listerby landskommun
- Nättraby landskommun

### Från 1 januari 1952
- Hasslö landskommun
- Listerby landskommun
- Nättraby landskommun
- Tvings landskommun

### Från 1 januari 1963
- Hasslö landskommun
- Listerby landskommun
- Nättraby landskommun